# Tongeren
Tongeren (francosko Tongres, izgovorjava [tɔ̃ɡʁ], limburško Tóngere izgovorjava [ˈtʊŋəʀə]) je mesto in občina v belgijski provinci Limburg v jugovzhodnem kotu  flamskega dela Belgije. Tongeren je najstarejše mesto v Belgiji in edina rimska upravna prestolnica znotraj meja sedanje Belgije. V rimskem času so ga naseljevali Tungri. Imenoval se je Atuatuca Tungrorum in bil upravno središče okrožja Civitas Tungrorum.

## Zgodovina

### Atuatuca Tungrorum
V rimskih časih se je Tongeren imenoval Aduatuca Tungrorum ali Atuatuca Tongrorum in je bil glavno mesto velike rimske province Civitas Tungrorum, območja, ki je pokrivalo današnji belgijski Limburg in vsaj dele vseh pokrajin okoli njega. Pred rimskimi osvajanji je to območje naseljevala skupina belgijskih plemen, znanih kot Cisrenski Germani (latinsko Germani cisrhenani). Četudi so jih Rimljani šteli za Germane in so morda govorili germanski jezik, so bila imena njihovih plemen in plemenskih poglavarjev keltska. Največje pleme in tisto, ki je živelo okoli Tongerena, so bili Eburoni. 
Julij Cezar je utrdbo Eburonov imenoval Aduatuca, kar je privedlo do splošno sprejetega mnenja, da jo je mogoče enačiti s Tongerenom. Obstajajo tudi nasprotni argumenti, ker je bila beseda Aduatuca verjetno beseda, s katero so poimenovali vse utrdbe v tej regiji. To pomeni, da je morda obstajalo več krajev s tem imenom. Razen tega Tongeren ne kaže nobenih znakov predrimske naselitve in ni na hribovitem terenu, ki ga je opisal Cezar. Nenazadnje je na tem območju živelo tudi pleme, znano kot Advatuki. Če Aduatuca ni bila Tongeren, je bila Aduatuca Eburonov morda starodavna utrdba Caestert v bližnjem Riemstu. 
Med pohodi Julija Cezarja v ta del Galije v 1. stoletju pr. n. št. so se mu zoperstavili Belgi pod vodstvom Eburonov. Leta 54 pr. n. št. so uporniki uničili rimsko legijo, ki je zahtevala pravico do prezimovanja med njimi. Cezar je kasneje poročal, da je Aduatuke prodal v suženjstvo in izničil ime Eburonov. Hkrati je omenil, da je veliko upornikom uspelo pobegniti, vključno z vodjem upora Ambioriksom. Cezar ni tvegal življenj svojih vojakov z zasledovanjem beguncev, ampak je povabil plemena izven Porenja, med njimi Sikambre, da pridejo plenit. To se ni zgodilo, ker so Eburoni Sigambrom dokazali, da imajo Rimljani ves plen v Aduatuci in je zato Aduatuca privlačnejša tarča. 
Na tem območju so  v rimski dobi vladali Tungri, ki jih Cezar ne omenja, a so dali ime sedanjemu mestu Tongeren. Tacit pravi, da je bilo Tungri novo ime za plemena, ki so jih prej imenovali Germani. Mnogi sodobni pisci so prepričani, da je galsko-rimsko prebivalstvo na tem območju vsebovalo znatno število novejših germanskih priseljencev z druge strani Rena. Rimski Tongeren se je nahajal na pomembni cesti, ki je povezovala Köln z Bavayem, in bil obdan z rodovitno zemljo in zato v 1. stoletju n. št. hitro postal eno največjih galsko-rimskih upravnih in vojaških mest. Med batavsko vstajo in obleganjem je leta 70 utrpel veliko škodo zaradi uničujočega požara. V 2. stoletju je mesto zgradilo obrambno obzidje, katerega deli so vidni še danes. V mestu so bile zgrajene značilne rimske stavbe, v okolici pa so posejane vile in grobne gomile (tumuli). 
Leta 358 se je bodoči cesar Julijan v Tongerenu srečal z delegacijo Salijskih Frankov, ki so se nedavno naselili v Toksandriji (sodobna regija Campine) severno od Tongerena. Franki so želeli skleniti mir, vendar so govorili, »da je zemlja, na kateri so se naselili, upravičeno njihova«. Julijan jim je dal nekaj dvoumnih odgovorov in jih po srečanju nepričakovano napadel. Franki so se mu nato podredili in potem postajali vse pomembnejši. Zosim poroča, da jih je Julijan uporabljal kot del svojih sil v bojih proti drugim germanskim plemenom.

### Srednji vek
Ko so se v 4. stoletju severno od mesta naselili Salijski Franki, je mesto postalo središče krščanske škofije na čelu s tongerenskim škofom svetim Servacijem, ki je umrl leta 384. Med pokristjanjevanjem poganskih Frankov severno in vzhodno od mesta v naslednjih stoletjih je več misijonarjev postalo mučenikov. Sedež Tongerenske škofije se je sčasoma preselil v bližnji Maastricht, potem ko je bil sveti Servacij pokopan v bližini tamkajšnjega rimskega mesta. Veliko kasneje je sedež rimskokatoliške škofije postal Liège, kjer je bil pokopan sveti Lambert Maastrihtski, eden zadnjih misijonarjev na tem območju, ki je umrl okoli leta 700. Aduatuca Tungrorum so morda uničili Huni leta 451. Tongeren je zato v tem obdobju nekoliko izgubil svoj pomen. 
Valovi germanskih naseljencev in zavojevalcev so prostor močno spremenili. Merovinško obdobje med 5. in 8. stoletjem je slabo dokumentirano. Gradnja nove cerkve in ustanovitev kapitlja kanonikov je potekala v karolinških časih prav na mestu, kjer so stale stare škofovske hiše in kjer še danes stoji bazilika. Gradnja sedanje bazilike se je začela v začetku 13. stoletja v prevladujočem gotskem slogu tistega obdobja. Verskemu jedru mesta so bile dodane še druge zgradbe, vključno z novimi trgovskimi četrtmi, bolnišnicami in obrtniškimi četrtmi. V 13. stoletju je bilo zgrajeno tudi srednjeveško obrambno obzidje, več novih cerkva in samostanov ter beginaža. Mesto je postalo eno od "dobrih mest" (bonnes villes) knežje škofije Liège. 

### Obdobje od 17. stoletja do danes
Leta 1677 so mesto skoraj v celoti požgale čete Ludvika XIV. Od te katastrofe si ni Tongeren nikoli popolnoma opomogel. Mesto je bilo ponovno rojeno po letu 1830. 
Leta 1977 so se v mestno občino Tongeren združile sosednje občine Berg, Diets-Heur, Henis, 's-Herenelderen, Koninksem, Lauw, Mal, Neerrepen, Nerem, Overrepen, Piringen, Riksingen, Rutten, Sluizen, Vreren in Widooie.
Tongeren je trenutno glavno sodno mesto province Belgijski Limburg. 

## Glavne znamenitosti
- Beginaža, ustanovljena leta 1257, je od leta 1998 uvrščena na Unescov seznam svetovne dediščine.[8] Njeno kamnito obzidje, ki jo je ločevalo od preostalega mesta in majhni versko navdihnjeni skupnosti zagotavljalo mir in tišino, je bilo v 19. stoletju porušeno.  V 17. stoletju je bilo v beginaži okoli 300 begin. Beginaža je preživela požar, ki je leta 1677 uničil večino mesta.
- Bazilika Naše Gospe (Onze-Lieve-Vrouwe Basiliek), zgrajena v  13. stoletju v gotskem slogu. Arheološka izkopavanja so dokazala, da je na tem mestu že v 4. stoletju stala neka stavba in v 9. stoletju karolinška molilnica. Gradnja kora sedanje bazilike se je začela leta 1240. Ladja, transepti in stranske kapele so bili dodani med 13. in 15. stoletjem. Prvotni romanski stolp je bil od leta 1442 do 1541 nadomeščen s sedanjim, 64 metrov visokim gotskim stolpom. V notranjosti bazilike je kip Gospe Tongerenske, postavljen leta 1475. Zakladnica se nahaja v nekdanji dvorani kapitlja in obsega eno najbogatejših zbirk verske umetnosti v Belgiji. Zvonik je bil leta 1999 vpisan na Unescov seznam svetovne dediščine kot del Zvonikov Belgije in Francije.[9]
- Cerkev sv. Katarine, zgrajena v gotskem slogu leta 1294 in kasneje prezidana v različnih slogih. Umetniška dela vključujejo prižnico Robrechta Verburgha iz leta 1711, glavno oltarno sliko Gasparja de Crayerja iz 17. stoletja in kip Trpečega Kristusa, ki jo je darovala beginka Anna de Floz.
- Galsko-rimski muzej, ki hrani keltsko zlato, rimsko stekleno posodo, merovinške filigrane in rimski dodekaeder, nenavaden galsko-rimski predmet, najden med izkopavanji.
- 1500 metrov dolg odsek rimskega zidu iz 2. stoletja.
- Nekaj srednjeveških obrambnih stolpov.
- Kip Ambioriksa, postavljen leta 1866.
- V Pliniusparku je naravni izvir Plinius, ki ga je opisal Plinij starejši v letih 77-79 n. št.
- Na mestu nekdanjega rimskega templja v Keverstraatu je mogoče videti sodobno predstavitev tega templja. Ker ne obstaja nobena risba prvotnega templja, razen tlorisov, je bil novitempelj zgrajen samo do višine enega metra.
- Delno tri metre pod baziliko Naše Gospe in delno znotraj bazilike muzej Teseum prikazuje arheološke najdbe na lokaciji bazilike in razstavo o zgodovini cerkve.

- Mestna hiša
- Bazilika Naše Gospe
- Kip Gospa, vzrok našega veselja
- Kip Ambioriksa na Glavnem trgu
- Sodobna postavitev Klepet ob črpalki (Púmpkëskal)
- Dodekaeder